# La Belle et la Belle
Pour plus de détails, voir Fiche technique et Distribution.
La Belle et la Belle est une comédie romantique française réalisée par Sophie Fillières sortie en 2018, sur un scénario atypique comprenant notamment un même personnage, Margaux, interprété par deux actrices ne se ressemblant pas.

## Synopsis
Margaux, professeur d'histoire-géographie, fait de sa vie plus ou moins n'importe quoi. À 45 ans, la mort de son ancienne colocataire et meilleure amie Esther la secoue et la remet en question. Lors d'une fête, elle se retrouve côte à côte avec une jeune fille de vingt ans et se découvre des points communs avec elle. Et pour cause : elle aussi s'appelle Margaux et elle aussi est en train de faire n'importe quoi de sa jeune existence. Normal, car elle est en présence d'elle-même 25 ans plus tôt. C’est ainsi que les deux actrices Sandrine Kiberlain et Agathe Bonitzer interprètent toutes les deux le rôle de Margaux, en ne se ressemblant pas, et parviennent à faire croire qu’elles sont le même personnage, partageant en effet « un registre proche, un même mélange de grâce indolente et de franchise brusque »,,. De plus, ces deux Margaux tombent en même temps amoureuses du même homme, à ceci près que la plus jeune vit ce que la grande a déjà vécu. On retrouve dans ce scénario toute la spécificité du cinéma de Sophie Fillières, un humour bien spécifique, ce côté invraisemblable des situations imaginées par la réalisatrice, qui écrit elle-même ses scénarios,  et qui débouche sur des perspectives comiques, sentimentales et romanesques atypiques dans le cinéma français, de nature à bousculer le spectateur, en faisant « sauter le verrou du réalisme »,.

## Fiche technique
- Titre : La Belle et la Belle
- Réalisation : Sophie Fillières
- Scénario : Sophie Fillières
- Photographie : Emmanuelle Collinot
- Montage : Valérie Loiseleux
- Costumes : Carole Gérard
- Décors : Emmanuel de Chauvigny
- Musique : Kasper Winding
- Son: Henri Maikoff
- Productrice : Julie Salvador
- Production : Christmas in July, France 3 Cinéma, SOFICA Cinémage 11, Cinéventure 2 et Auvergne-Rhône-Alpes Cinéma
- Distribution : Memento Films Distribution
- Pays d’origine :  France
- Genre : comédie romantique
- Durée : 95 minutes
- Dates de sortie :
  -  France : 14 mars 2018

## Distribution
- Sandrine Kiberlain : Margaux
- Agathe Bonitzer : Margaux
- Melvil Poupaud : Marc
- Lucie Desclozeaux : Esther
- Laurent Bateau : Jérôme
- Théo Cholbi : le garçon éméché qui s'interroge sur Bocuse
- Anthony Paliotti : le hipster barbu
- Florence Muller : le médecin
- Aurélie Dupont : elle-même dans le TGV
- Brigitte Roüan : la mère de Margaux
- Christophe Odent : le père de Margaux
- François Deblock : le jeune homme au lit
- Victor Assié : le barman du TGV
- Smadi Wolfman : la patronne de la première boutique
- Raphaël Kahn : Le vendeur de la seconde boutique
- Iris Guillot : la petite chanteuse à l'enterrement
- Jules Sagot : un copain à la fête
- Marc-Antoine Vaugeois : l'autre garçon éméché
- Chloé Buatois : la fille au Spritz
- Julien Bouanich : Ludo
- Antoine Cordier : le copain d'Esther
- Chantal Bronner : la fâcheuse du TGV
- Philippe Houlliez : l'homme incommodé dans le TGV

## Accueil
Le film est bien accueilli et mis en exergue par la critique. Il est plutôt bien accueilli par le public sans devenir un grand succès .